# Sylvan Lake (New York)
Der Sylvan Lake ist ein See in der Nähe des gleichnamigen Weilers in Beekman, New York in den Vereinigten Staaten. Es ist der tiefste und zweitgrößte See im Dutchess County. Der See ist ein beliebter Ausflugsort und etliche Ferienlager sowie ein großer Campingplatz befinden sich an seinem Ufer.

## Geographie
Der See hat eine unregelmäßige Form und eine Wasseroberfläche von 47 Hektar. Er liegt an der südwestlichen Grenze der Town zu East Fishkill. Die Hügel an seiner Nordostseite erheben sich in eine Höhe von bis zu 250 m, etwa einhundert Meter über dem Wasserspiegel des Sees und tragen keinen Namen. Der nicht-inkorporierte Weiler Sylvan Lake befindet sich südöstlich und östlich des Gewässers. Die Dutchess County Route 10 führt nordwestlich des Weilers am Ufer entlang und verbindet den Ort über die New York State Route 82 mit dem nahegelegenen Taconic State Parkway.
Südwestlich des Sees sind die Hügel niedriger. Der See entwässert über einen unbenannten Bach, der zunächst nordwärts durch ein 37 Hektar großes Feuchtgebiet zwischen zwei Hügeln hindurch strömt, sich dann jedoch nach Süden wendet und das Wasser aus dem 2,1 km² umfassenden Einzugsgebiet des Sees einige Kilometer weit zum Fishkill Creek führt. Von dort aus strömt das Wasser zum Hudson River bei Beacon.
Der See grenzt an ein Siedlungsobjekt mit dem Namen Chelsea Cove, dessen Bewohnern der Zugang zum See gestattet ist. Es besteht ein kleiner Strand mit einer Flachwasserzone, bevor der Grund tief abfällt. Der Sylvan Lake Beach Park ist ein privater Campingplatz und befindet sich an einem anderen Uferabschnitt. Der Rest der 2,9 km langen Uferlinie befindet sich im Besitz von Privatleuten und Ferienlagern.

## Hydrologie
Der See hat eine maximale Tiefe von 43 m und ist damit der tiefste im Dutchess County. Ursprünglich war hier ein Steinbruch, sodass die Ufer steil abfallen und der tiefste Punkt im Zentrum des Sees liegt.

## Erholung
Am Seeufer gibt es zahlreiche Einrichtungen zum Schwimmen. Der Bootsverkehr ist erlaubt, allerdings ist der Antrieb mit dieselgetriebenen Motoren verboten. Aufgrund der großen Tiefe ist das Tauchen nur mit entsprechenden Zeugnissen für offene Gewässer zulässig.
Das Angeln vom Ufer oder von Booten aus erfordert eine für New York gültige Genehmigung. Im See gibt es Populationen Echter Barsche und das New York State Department of Environmental Conservation setzt jeden Frühling 1700 Forellen-Fischlaiche ein. Im Winter ist der See für Eisfischer attraktiv, sodass spezielle Fangregeln gelten. Forellen dürfen das ganze Jahr geangelt werden, wobei es keine untere Größenbegrenzung gibt, die Zahl der gefangenen Fische ist jedoch auf fünf pro Tag beschränkt.

## Belege
1. 1 2  David Burns, Lisa Vasilakos, Rick Oestrike: Fishkill Creek Natural Resources Management Plan. (PDF; 6,0 MB) Dutchess County  Environmental Management Council and Fishkill Creek Watershed Committee, Juni 2005, archiviert vom Original am 26. Juli 2011; abgerufen am 4. Mai 2010 (englisch).  Info: Der Archivlink wurde automatisch eingesetzt und noch nicht geprüft. Bitte prüfe Original- und Archivlink gemäß Anleitung und entferne dann diesen Hinweis.
2. 1 2  United States Geological Survey (Hrsg.): Poughquag Quadrangle – New York – Dutchess Co.  [Karte], Maßstab 1:24,000 (= USGS 7½ minute quads). 1940 (englisch, topoquest.com [abgerufen am 4. Mai 2010]).
3. ↑  Sylvan Lake Beach Park. Sylvan Lake Beach Park, abgerufen am 4. Mai 2010 (englisch).
4. ↑  Sylvan Lake. New York State Department of Environmental Conservation, 2010, abgerufen am 4. Mai 2010 (englisch).
5. ↑  Special Fishing Regulations for Dutchess County. New York State Department of Environmental Conservation, abgerufen am 5. Mai 2010 (englisch).